# Marie-France Vouilloz Burnier
Pour les articles homonymes, voir Vouilloz et Burnier.
Marie-France Vouilloz Burnier, née Vouilloz en 1957, est une historienne valaisanne.
Ses recherches et écrits portent essentiellement sur des thématiques éducatives, la santé et les femmes. L'un de ses ouvrages est consacré à Sœur Claire.
Elle est lauréate en 1994 du Prix Henry E. Sigerist pour sa thèse sur la formation des sages-femmes en Valais au XIXe siècle.

## Biographie
Marie-France Vouilloz Burnier naît en 1957.
Elle est titulaire d'une licence en psychologie et d'un doctorat en sciences de l'éducation de l'Université de Genève.

### Objet des recherches
Ses recherches et écrits portent initialement sur des questions pédagogiques. Elle s'intéresse ensuite au domaine de la santé et des femmes, publiant ou cosignant des articles et des ouvrages sur les sages-femmes,,, l'accouchement, les orphelins et les infanticides,,, sur l'histoire des hôpitaux valaisans,,,, et sur l'épidémie de typhoïde de 1963 à Zermatt (épidémie qui est à l'origine de la loi sur les épidémies).
De ses collaborations avec la Société Patrimoine Hérémence, il résulte deux publications consacrées à l'étude de la vie quotidienne des habitants du val des Dix pendant la construction des barrages de la Dixence (1929-1935) et de la Grande Dixence (1951-1965) : le premier volet consacré à l'étude de la condition féminine s'intitule À l'ombre de la Dixence et le deuxième volet s'attache à décrire la situation des hommes de la vallée Générations Barrages. La place des hommes dans les sociétés alpines au XXe siècle,,,,.
Désireuse de faire connaître l'importance de la participation des femmes au développement de la société valaisanne, elle entreprend une étude sur la fondatrice de la Pouponnière valaisanne, Marie-Rose Zingg, une pionnière de l'accueil de la petite enfance et des filles-mères dans le canton du Valais. Elle publie son étude dans les Cahiers de Vallesia en octobre 2021, avec le soutien des Archives de l'État du Valais et de l'association Via Mulieris,.
Elle collabore également avec le Dictionnaire historique de la Suisse,.

### Autres activités
Elle est membre fondatrice en 2014 de l'association Via Mulieris, dont elle est secrétaire, et participe à ce titre au premier colloque scientifique organisé sur le thème de « L'histoire des femmes en Valais », en collaboration avec la Société d'Histoire du Valais Romand.

## Prix et distinctions
- Octobre 1994, Prix Henry-E. Siegrist de la Société suisse d'histoire de la médecine[27]
- 2019, Coup de cœur de la commune d'Hérémence

## Publications
- L'accouchement entre tradition et modernité, Sierre, Monographic, 1995, 351 p. [présentation en ligne]
- en collaboration avec Guntern Anthamatten, B.: Valaisannes d'hier et d'aujourd'hui : la longue marche vers l'égalité, Sierre et Viège, Monographic et Rotten Verlag, 2003 [présentation en ligne]
- en collaboration avec Barras, V. De l'hospice au Réseau santé, Santé publique et systèmes hospitaliers valaisans, XIXe  et  XXe siècles, Sierre, Monographic, 2004[28],[29],[30]
- Le financement des hôpitaux valaisans au XXe siècle : Le mariage raisonné des ressources cantonales avec la santé publique, Sion, Cahier de Vallesia No 14, 2006, 343 p. (ISBN 9782970038252, présentation en ligne)
- Marie-France Vouilloz Burnier et Anne Zen-Ruffinen, À l'ombre de la Dixence : vie quotidienne des femmes dans l'arc alpin, Sierre (Suisse), Monographic, 2009, 352 p. (ISBN 978-2-88341-182-1 et 2883411824, lire en ligne)
- en collaboration avec Jérôme Debons, 1963, Épidémie à Zermatt. La fièvre typhoïde de Zermatt, Sierre, Monographic, 2010 [présentation en ligne]
- Sœur Claire, femme d'exception. De la Providence à la clinique Sainte-Claire et de Sierre à Brochon, une vie au service des plus démunis, Sion, 2013 (Cahiers de Vallesia 25)
- Histoire(s) de la santé en Valais 1815-2015, Sion, Observatoire valaisan de la santé, septembre 2015, 44 p. (présentation en ligne, lire en ligne)
- Générations Barrages. La place des hommes dans les sociétés alpines au XXe siècle. Sierre, Monographic, 2019.
- Marie-Rose Zingg et la Pouponnière valaisanne. Une pionnière de l'accueil de la petite enfance, Sion, Cahiers de Vallesia, Archives de l'État du Valais, octobre 2021, 232 p. (ISBN 978-2-9701081-5-3)
- Palazzo-Crettol Clothilde, Vouilloz Burnier Marie-France, « Via Mulieris : un collectif féministe qui compte dans le paysage des savoirs régionaux », Nouvelles Questions Féministes, vol. 1/40,‎ 2021, p. 214-217 (DOI 10.3917/nqf.401.0214, lire en ligne).

## Vidéos
- 1901 : Premier hôpital moderne du canton, in Valais composé, Ein Kanton im Werden, Médiathèque Valais, 2015
- 200 ans de médecine en Valais, L'Antidote, Canal9, 2015
- « Zoom sur la condition des femmes dans les vallées latérales valaisannes », C’était mieux avant ? Canal 9, 13 septembre 2018.